# Moment Factory
Moment Factory é um estúdio de entretenimento multimídia focado na criação e produção de experiências imersivas, integrando vídeo, iluminação, arquitetura, som e efeitos especiais. Com sua sede localizada em Montreal, o estúdio também possui escritórios em Paris, Tóquio, Nova York e Cingapura. Fundado em 2001, o Moment Factory já realizou 550 espetáculos ao redor do mundo, destacando-se o Lumina Night Walks.

## Equipe
A equipe da Moment Factory é composta por profissionais diversos, como designers, diretores de multimídia, músicos, arquitetos e desenvolvedores. Entre os funcionários destacam-se Dominic Audet, cofundador, e Sakchin Bessette, cofundador e diretor criativo.